# Ursula Karven
Ursula Karven, korábban Ursula Karven-Veres, született Ursula Ganzenmüller (Ulm, 1964. szeptember 17. –), német modell, színésznő és író. 
Színészként főleg a televíziós műfajokban aktív. Több mint hatvan produkcióban vett részt az 1980-as évek közepétől kezdődően. Íróként leginkább a jógával kapcsolatos publikációiról nevezetes.

## Filmográfia

### Mozifilmek
- Ein irres Feeling, rendező: Nikolas Müllerschön (1984)
- Die Küken kommen (1985)
- Die Schokoladenschnüffler (1986)
- Wie treu ist Nik? (1986)
- Tűz, jég és dinamit, rendező: Willy Bogner (1990)
- Ein Engel für Felix (1992)
- Tödliches Leben (1995) – Stefanie
- Impatto criminale, rendező: Terry Cunningham (2002)

### Televízió
- Derrick – televíziós sorozat, 13x06, rendező: Theodor Grädler (1986) – szerep: szőke lány
- Beule oder Wie man einen Tresor knackt – tévéfilm (1987)
- Derrick – televíziós sorozat, 14x05, rendező: Theodor Grädler (1987) – Patricia Lomer
- Der Schwammerlkönig – televíziós sorozat (1988)
- Hessische Geschichten – televíziós sorozat, 3 epizód (1988) – Melitta Kappler
- Rivalen der Rennbahn – televíziós sorozat (1989)
- Piège infernal – televíziós minisorozat (1989) – Karla
- La misère des riches – televíziós minisorozat (1989) – Karla
- A Guldenburgok öröksége – televíziós minisorozat (1989-1990) – Birgit Berger
- Blaues Blut – televíziós minisorozat (1990) – Lisa Prentice
- Die Hütte am See – televíziós minisorozat (1991) – Christine
- Derrick – televíziós sorozat, 19x04, rendező: Alfred Weidenmann (1992) – Marlene Schall
- Faber l'investigatore – televíziós sorozat, 1 epizód (1992)
- Brigada central II: La guerra blanca – televíziós sorozat, 1 epizód (1992)
- Detective Extralarge: Bersaglio mobile – tévéfilm (1992)
- Einer stirbt bestimmt – tévéfilm (1992)
- Glückliche Reise – televíziós sorozat, 1 epizód (1993)
- Der Nelkenkönig – televíziós sorozat (1994)
- Rapt à crédit – tévéfilm (1994)
- Elbflorenz – televíziós sorozat, 13 epizód (1994) – Katja Böhling
- Dr. Stefan Frank – Der Arzt, dem die Frauen vertrauen – televíziós sorozat, 1 epizód (1995)
- Wolkenstein – televíziós sorozat, 2 epizód (1996)
- Tatort – televíziós sorozat, 7 epizód (1996-2008)
- Rosamunde Pilcher – Dornen im Tal der Blumen – tévéfilm (1998) – Charlotte Miller
- Ich schenk dir meinen Mann – tévéfilm (1998)
- Liebe ist stärker als der Tod – tévéfilm (1998) – Judith Weiß
- Sorelle nemiche – tévéfilm (2000) – Tatjana
- Autsch, du Fröhliche – tévéfilm (2000) – Tanja Sturm
- Delta Team – televíziós sorozat, 1 epizód (2001)
- Der Club der grünen Witwen – tévéfilm (2001)
- La morte ha il vestito rosso – tévéfilm (2001) – Sabine
- Balko – televíziós sorozat, 1 epizód (2001)
- Vater braucht eine Frau – tévéfilm (2002) – Steffi Bungert
- Denninger – Der Mallorcakrimi – televíziós sorozat, 1 epizód (2003)
- Prima di dirti addio – tévéfilm (2003) – Lisa Ryan
- Lady Cop – televíziós sorozat, 1 epizód (2003)
- Un caso per due – televíziós sorozat, 1 epizód (2005)
- Tote leben länger – tévéfilm (2005)
- M.E.T.R.O. – Ein Team auf Leben und Tod – televíziós sorozat, 10 epizód (2006) – Katharina Hansen doktornő
- Ein starkes Team – televíziós sorozat, 1 epizód (2005)
- Stille Post – tévéfilm (2008)
- Der letzte Patriarch – tévéfilm (2010) – Valerie Hansen
- Mein Herz in Malaysia – tévéfilm (2011) – Juliane Wenzel
- Unter anderen Umständen – televíziós sorozat, 1 epizód (2012)
- Non con me tesoro – tévéfilm (2012)
- Squadra speciale Lipsia – televíziós sorozat, 1 epizód (2012)
- Squadra Speciale Stoccarda – televíziós sorozat, 1 epizód (2012)
- Wer liebt, lässt los – tévéfilm (2013) – Luise Iwersen
- Eine unbeliebte Frau – tévéfilm (2013) – Bettina Hardenbach
- Katie Fforde – Un patrimonio d'amore – tévéfilm (2014) – Alicia Charles
- Der Weg nach San José – tévéfilm (2014)

## Irodalmi művei
- 2003: Yoga für die Seele
- 2005: Sina und die Yogakatze
- 2006: Das große Babybuch
- 2006: Das große Schwangerschaftsbuch
- 2007: Sinas Yogakatze und der singende Weihnachtsbaum
- 2007: Yoga für Dich
- 2007: Yoga für dich und überall, Gräfe und Unzer, München; 1. Auflage 2007, ISBN 978-3-8338-0762-6
- 2009: Yoga del Mar – Power Yoga II
- 2011: Mein Kochbuch für Kochmuffel
- 2013: Loslassen Yoga-Weisheiten für dich und überall